# Jordan 191
Chronologie des modèles (1990-1991)
Aucun Jordan 192
La Jordan 191 (initialement baptisée Jordan 911) est une monoplace de Formule 1 conçue par Gary Anderson pour l'écurie irlandaise Jordan Grand Prix.

## Genèse pré-saison
La Jordan 191 (née 911) est une monoplace de Formule 1 conçue par Gary Anderson pour l'écurie irlandaise Jordan Grand Prix. Construite pour préparer l'arrivée de Jordan en Formule 1 en 1991, elle est pilotée, durant l'hiver 1990-1991, par le pilote britannique John Watson, qui a pourtant pris sa retraite sportive en 1985.
Inspirée de la Tyrrell 019, la 911 effectue notamment un roulage sur le circuit de Silverstone en novembre 1990, arborant une livrée noire frappée du nom de l'écurie et de la monoplace inscrits en jaune, ainsi que les logos de Ford et Goodyear.
Quelques semaines après cet essai, Jordan reçoit un courrier du constructeur allemand Porsche qui lui demande de modifier le nom de sa monoplace, 911 étant déjà utilisé pour nommer des modèles du constructeur de Stuttgart. Après une réunion à Stuttgart entre Eddie Jordan, le fondateur de l'écurie, et les dirigeants de Porsche, Jordan rebaptise la monoplace Jordan 191 et l'orne d'une livrée verte et bleue pour être engagée en championnat du monde en 1991.

## Historique

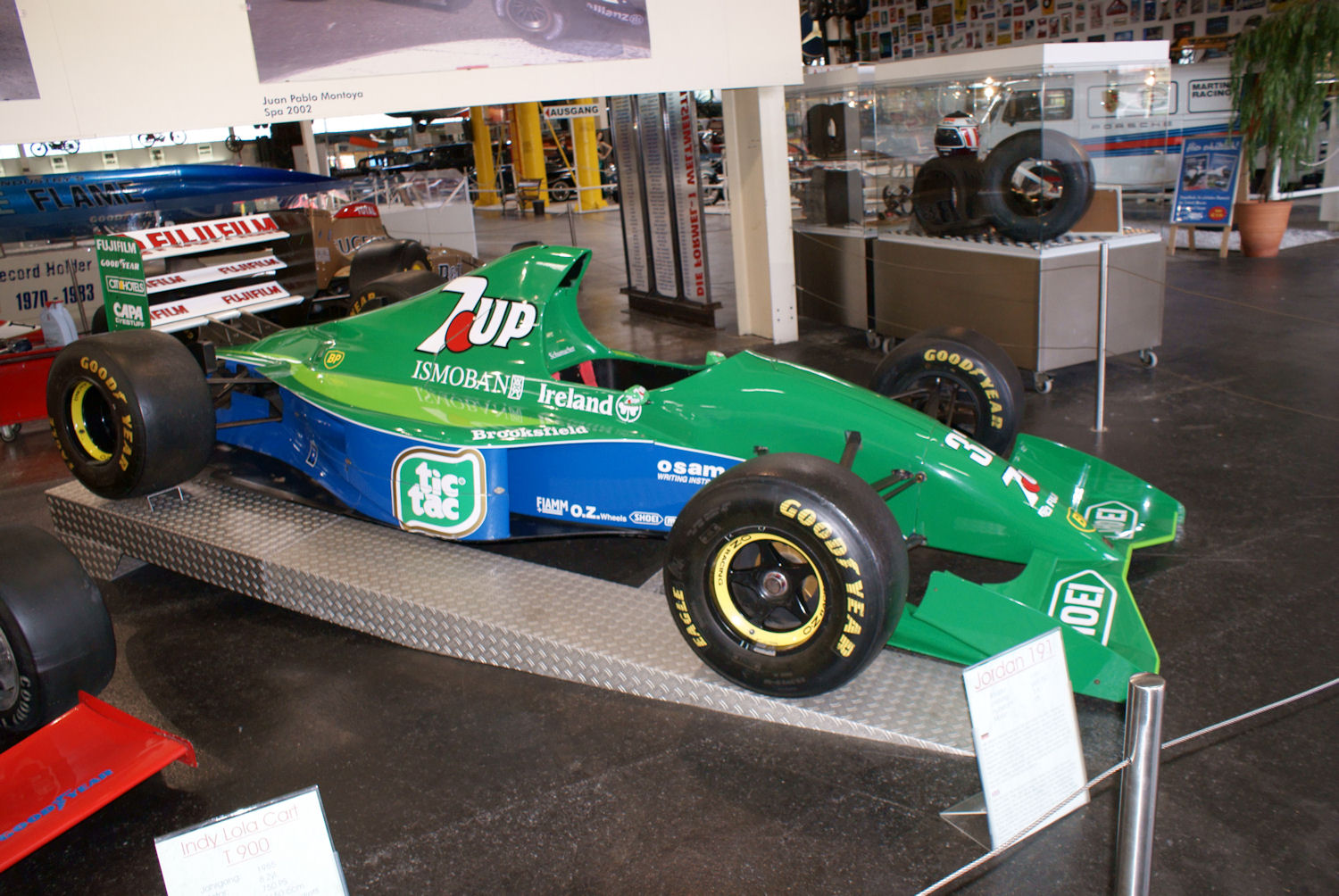
La Jordan 191 de Michael Schumacher en exposition à lAuto und Technik Museum Sinsheim.

En raison du nombre d'équipes prenant part à la saison 1991 de Formule 1, Jordan doit passer par une phase de préqualification au début de chaque weekend de course afin d'être autorisé à participer aux qualifications. Huit voitures sont inscrites pour les préqualifications, les quatre plus rapides accédant aux qualifications. Lors de la première manche de la saison, à Phoenix, Andrea De Cesaris échoue en préqualification à cause de problèmes moteur. Bertrand Gachot, qualifié en quatorzième position, se classe dixième malgré son abandon en fin de course.
Au Grand Prix du Brésil, Gachot se qualifie dixième et de Cesaris treizième. Gachot, malgré un  nouvel abandon, est classé dixième tandis que De Cesaris abandonne sur accident. Les deux pilotes abandonnent au Grand Prix de Saint-Marin mais, à Montréal, Gachot et De Cesaris réalisent la meilleure performance de l'équipe, avec une quatrième et une cinquième place qui permettent à Jordan d'inscrire ses premiers points de l'année.
Lors de la course suivante à Mexico, De Cesaris termine quatrième après s'être qualifié en onzième place. Gachot s'élance vingtième, remonte jusqu'à la cinquième place puis abandonne sur un tête-à-queue. Il abandonne lors du Grand Prix de France, partant en tête-à-queue dans le premier tour en s'étant qualifié dix-neuvième. De Cesaris, parti treizième, finit sixième, ajoutant un autre point au total de Jordan.
Après la course hongroise, Gachot est incarcéré deux mois après une altercation avec un chauffeur de taxi londonien. Lors des six dernières courses, trois pilotes le remplacent : Michael Schumacher, Roberto Moreno et Alessandro Zanardi. Lors du Grand Prix de Belgique, Schumacher obtient la septième place sur la grille loin devant De Cesaris, onzième ; il abandonne dès le départ sur casse d'embrayage. De Cesaris, qui abandonne à quelques tours de l'arrivée, est finalement classé treizième.
Avant la manche suivante, en Italie, une querelle juridique oppose Benetton Formula et Jordan, Schumacher signant avec Benetton. Moreno, évincé de chez Benetton est recruté par Jordan ; il dispute les épreuves d'Italie et du Portugal, réalisant deux performances peu convaincantes. Jordan engage alors le novice Zanardi lors des trois dernières courses ; il réalise deux neuvièmes places et un abandon.

## Résultats en championnat du monde de Formule 1
| Saison | Écurie          | Moteur                | Pneumatiques | Pilotes            | Courses | Courses | Courses | Courses | Courses | Courses | Courses | Courses | Courses | Courses | Courses | Courses | Courses | Courses | Courses | Courses | Points inscrits | Classement |
| Saison | Écurie          | Moteur                | Pneumatiques | Pilotes            | 1       | 2       | 3       | 4       | 5       | 6       | 7       | 8       | 9       | 10      | 11      | 12      | 13      | 14      | 15      | 16      | Points inscrits | Classement |
| ------ | --------------- | --------------------- | ------------ | ------------------ | ------- | ------- | ------- | ------- | ------- | ------- | ------- | ------- | ------- | ------- | ------- | ------- | ------- | ------- | ------- | ------- | --------------- | ---------- |
| 1991   | Team 7Up Jordan | Ford-Cosworth V8 HBA4 | Goodyear     |                    | USA     | BRÉ     | SMR     | MON     | CAN     | MEX     | FRA     | GBR     | ALL     | HON     | BEL     | ITA     | POR     | ESP     | JAP     | AUS     | 13              | 5e         |
| 1991   | Team 7Up Jordan | Ford-Cosworth V8 HBA4 | Goodyear     | Bertrand Gachot    | 10e     | 13e     | Abd     | 8e      | 5e      | Abd     | Abd     | 6e      | 6e      | 9e      |         |         |         |         |         |         | 13              | 5e         |
| 1991   | Team 7Up Jordan | Ford-Cosworth V8 HBA4 | Goodyear     | Michael Schumacher |         |         |         |         |         |         |         |         |         |         | Abd     |         |         |         |         |         | 13              | 5e         |
| 1991   | Team 7Up Jordan | Ford-Cosworth V8 HBA4 | Goodyear     | Roberto Moreno     |         |         |         |         |         |         |         |         |         |         |         | Abd     | 10e     |         |         |         | 13              | 5e         |
| 1991   | Team 7Up Jordan | Ford-Cosworth V8 HBA4 | Goodyear     | Alessandro Zanardi |         |         |         |         |         |         |         |         |         |         |         |         |         | 9e      | Abd     | 9e      | 13              | 5e         |
| 1991   | Team 7Up Jordan | Ford-Cosworth V8 HBA4 | Goodyear     | Andrea De Cesaris  | Npq.    | Abd     | Abd     | Abd     | 4e      | 4e      | 6e      | Abd     | 5e      | 7e      | 13e     | 7e      | 8e      | Abd     | Abd     | 8e      | 13              | 5e         |